# Educación en la antigua Grecia
La educación pública en Grecia fue "democratizada" en el siglo V a. C. de la mano de los filósofos Platón e Isócrates. Por aquel entonces la educación física se consideraba muy importante para que la gente siguiera la cultura griega. El valor de los deportes para los antiguos griegos y romanos era único en la historia. Había dos tipos de educación en la antigua Grecia: la educación formal y la educación informal. La educación superior se podía obtener asistiendo a escuelas públicas o con profesores remunerados. La educación informal era impartida por profesores gratuitos y se llevaba a cabo en entornos no públicos. La educación era una parte importante de la identidad de una persona.
La educación griega formal era principalmente para hombres y no esclavos. En algunas polis se aprobaron leyes para prohibir la educación de los esclavos. Los espartanos también enseñaban música y danza, pero con el propósito de potenciar su maniobrabilidad como soldados.

## Sistemas atenienses

### Antigua Atenas (508-322 a.C.)

#### Educación antigua

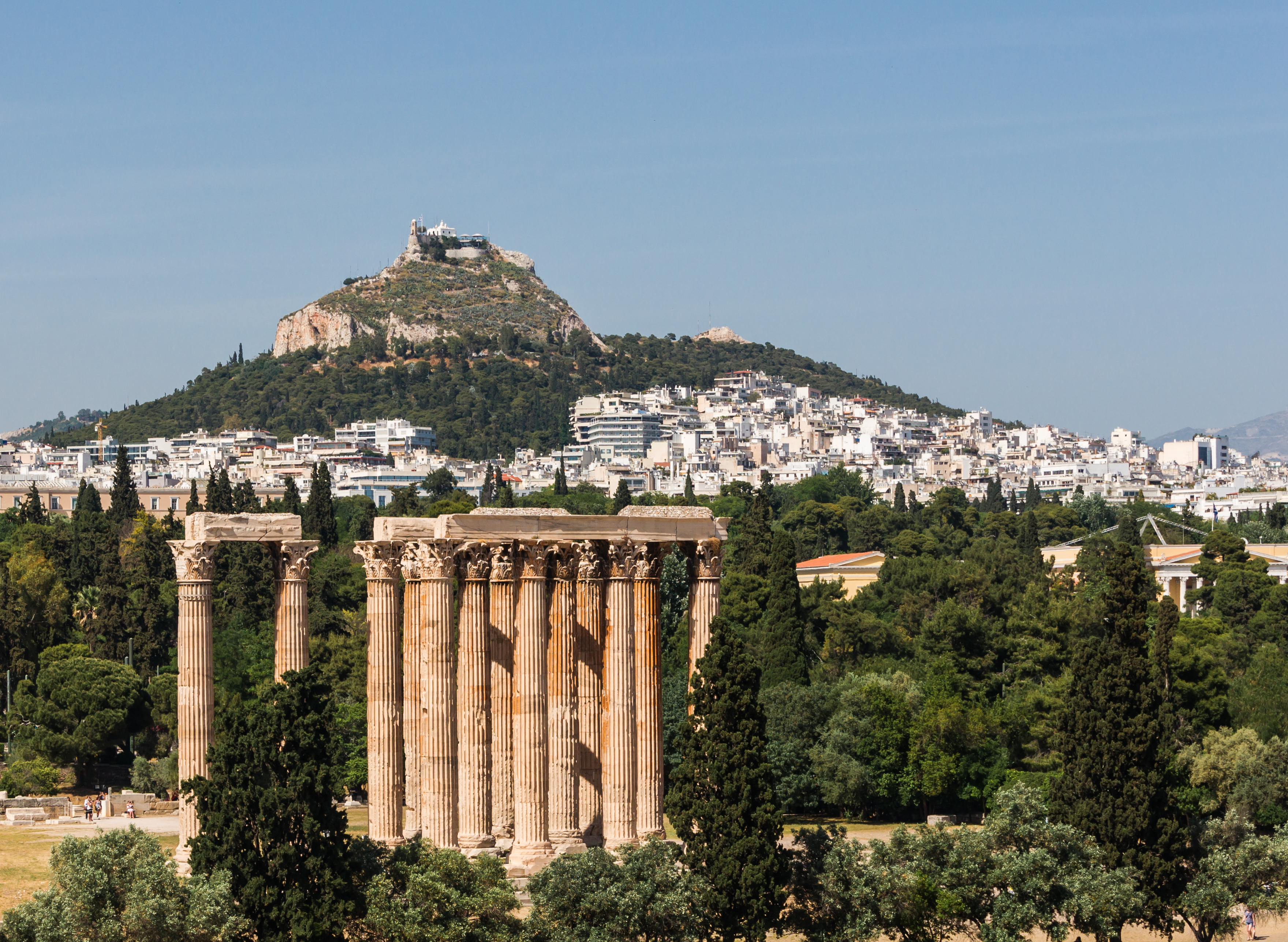
Una vista de Atenas desde el Templo de Zeus Olímpico hasta el Monte Licabeto.

La educación en la Antigua Atenas constaba de dos áreas principales: física e intelectual, o lo que los atenienses conocían como "gymnastike" y "mousike". Gymnastike era una educación física que reflejaba los ideales de los militares: fuerza, resistencia y preparación para la guerra. Tener un cuerpo en buena forma física era extremadamente importante para los atenienses. Los niños comenzarían la educación física durante o justo después de comenzar su educación primaria. Inicialmente, aprenderían de un profesor privado conocido como payotribes. Con el tiempo, los chicos comenzarían a entrenar en el gimnasio. El entrenamiento físico se consideraba necesario para mejorar la apariencia, la preparación para la guerra y la buena salud en la vejez. Por otro lado, mousike (literalmente "el arte de las musas") era una combinación de música, danza, letras y poesía modernas. Aprender a tocar la lira, cantar y bailar en un coro eran componentes centrales de la educación musical en la Grecia clásica. Mousike brindaba a los estudiantes ejemplos de belleza y nobleza, así como una apreciación de la armonía y el ritmo.
Los estudiantes escribían usando un estilete, con el que grababan sobre una tablilla de cera. Cuando los niños estaban listos para comenzar a leer obras completas, a menudo se les daba poesía para que memorizaran y recitaran. Los atenienses también consideraban muy apreciadas las mitologías como las de Hesíodo y Homero, y sus obras a menudo se incorporaban a los planes de estudio. La educación antigua carecía de una estructura demandante y solo incluía escolarización hasta el nivel elemental. Una vez que un niño llegaba a la adolescencia, terminaba su educación formal. Por lo tanto, una gran parte de esta educación fue informal y se basó en la simple experiencia humana.

#### Educación superior

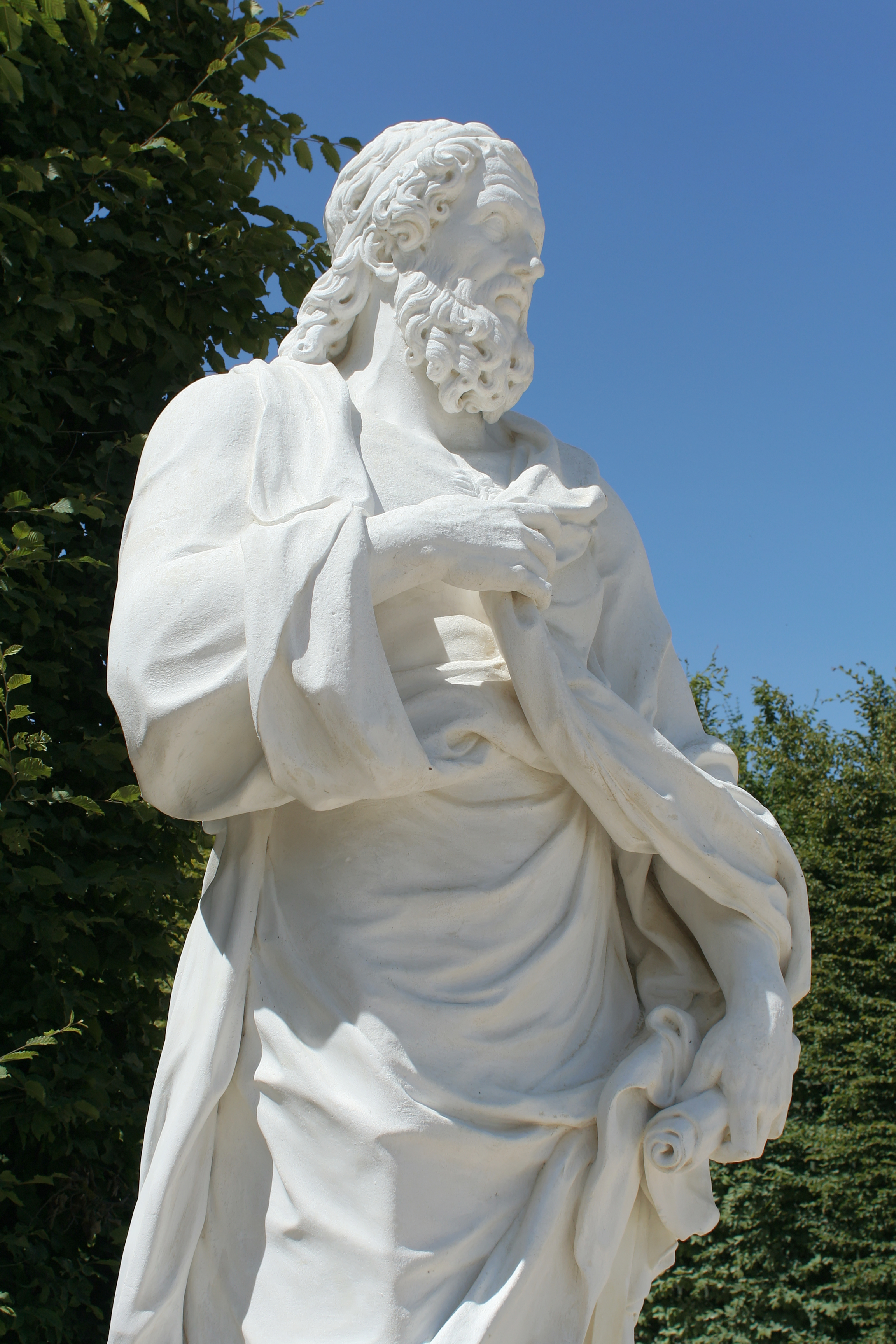
Escultura de Isócrates ubicada en el Parque de Versalles.

No fue hasta alrededor del 420 a. C. que la educación superior adquirió importancia en Atenas. Filósofos como Sócrates (c. 470-399 a. C.), así como el movimiento sofista, que condujo a una afluencia de profesores extranjeros, crearon un cambio de la Educación Antigua a una Nueva Educación Superior. Esta educación superior amplió la educación formal y la sociedad ateniense comenzó a tener más en consideración la capacidad intelectual que la física. El cambio provocó controversia entre quienes tenían puntos de vista tradicionales y opuestos a los modernos sobre la educación. Los tradicionalistas creían que formar "intelectuales" destruiría la cultura ateniense y dejaría a Atenas en desventaja en la guerra. Por otro lado, quienes apoyaban el cambio sentían que, si bien la fuerza física era importante, su valor en relación con el poder ateniense disminuiría con el tiempo. Estas personas creían que la educación debía ser una herramienta para desarrollar al hombre en su totalidad, incluido su intelecto. Pero prevaleció la educación superior. La introducción de niveles de educación secundaria y postsecundaria proporcionó una mayor estructura y profundidad al marco existente de la Antigua Educación. Campos de estudio más específicos incluyeron matemáticas, astronomía, armónica y dialéctica, todos con énfasis en el desarrollo de la visión filosófica. Se consideraba necesario que los individuos utilizaran el conocimiento dentro de un marco de lógica y razón.
La riqueza jugó un papel integral en la educación superior clásica ateniense. De hecho, la cantidad de educación superior que recibía un individuo a menudo dependía de la capacidad y la voluntad de la familia de pagar dicha educación. Los programas formales dentro de la educación superior a menudo eran impartidos por sofistas que cobraban por su enseñanza. De hecho, los sofistas utilizaron ampliamente la publicidad para llegar al mayor número posible de clientes. En la mayoría de las circunstancias, sólo podían participar aquellos que podían pagar el precio y la clase campesina que carecía de capital tenía una educación limitada a lo que podían afrontar. A las mujeres y a los esclavos también se les prohibió recibir educación. Las expectativas sociales limitaron a las mujeres principalmente al hogar, y la creencia generalizada de que las mujeres tienen una capacidad intelectual inferior hizo que no tuvieran acceso a la educación formal. A los esclavos se les prohibía legalmente el acceso a la educación. Si bien se esperaba que las mujeres se quedaran en casa y cumplieran el papel de ama de casa, todavía recibían educación en esos aspectos. Aproximadamente a la edad de siete años, donde los niños y las niñas mostraban una clara diferenciación entre sexos, sus madres les enseñaban a las niñas las tareas específicas relacionadas con el ama de casa, así como otras formas de educación moral.
Después de que Grecia pasó a formar parte del Imperio Romano, los griegos educados fueron utilizados como esclavos por los romanos adinerados; de hecho, esta fue la forma principal en que se educó a los romanos adinerados. Esto propició la continuación de la cultura griega en el ámbito romano.

#### Educadores clásicos atenienses

##### Isócrates (436-338 a.C.)
Isócrates fue un influyente orador clásico ateniense. El crecer en Atenas expuso a Isócrates a educadores como Sócrates y Gorgias a una edad temprana y lo ayudó a desarrollar una retórica excepcional. A medida que crecía y evolucionaba su comprensión de la educación, Isócrates desestimó la importancia de las artes y las ciencias, creyendo que la retórica era la clave de la virtud. El propósito de la educación era producir eficiencia cívica y liderazgo político y, por tanto, la capacidad de hablar bien y persuadir se convirtió en la piedra angular de su teoría educativa. Sin embargo, en aquella época no existía un plan de estudios definido para la Educación Superior, existiendo únicamente los sofistas que viajaban constantemente. En respuesta, Isócrates fundó su escuela de Retórica alrededor del 393 a. C. La escuela contrastaba con la Academia de Platón (c. 387 a. C.), que se basaba en gran medida en la ciencia, la filosofía y la dialéctica.

##### Platón (428-348 a.C.)

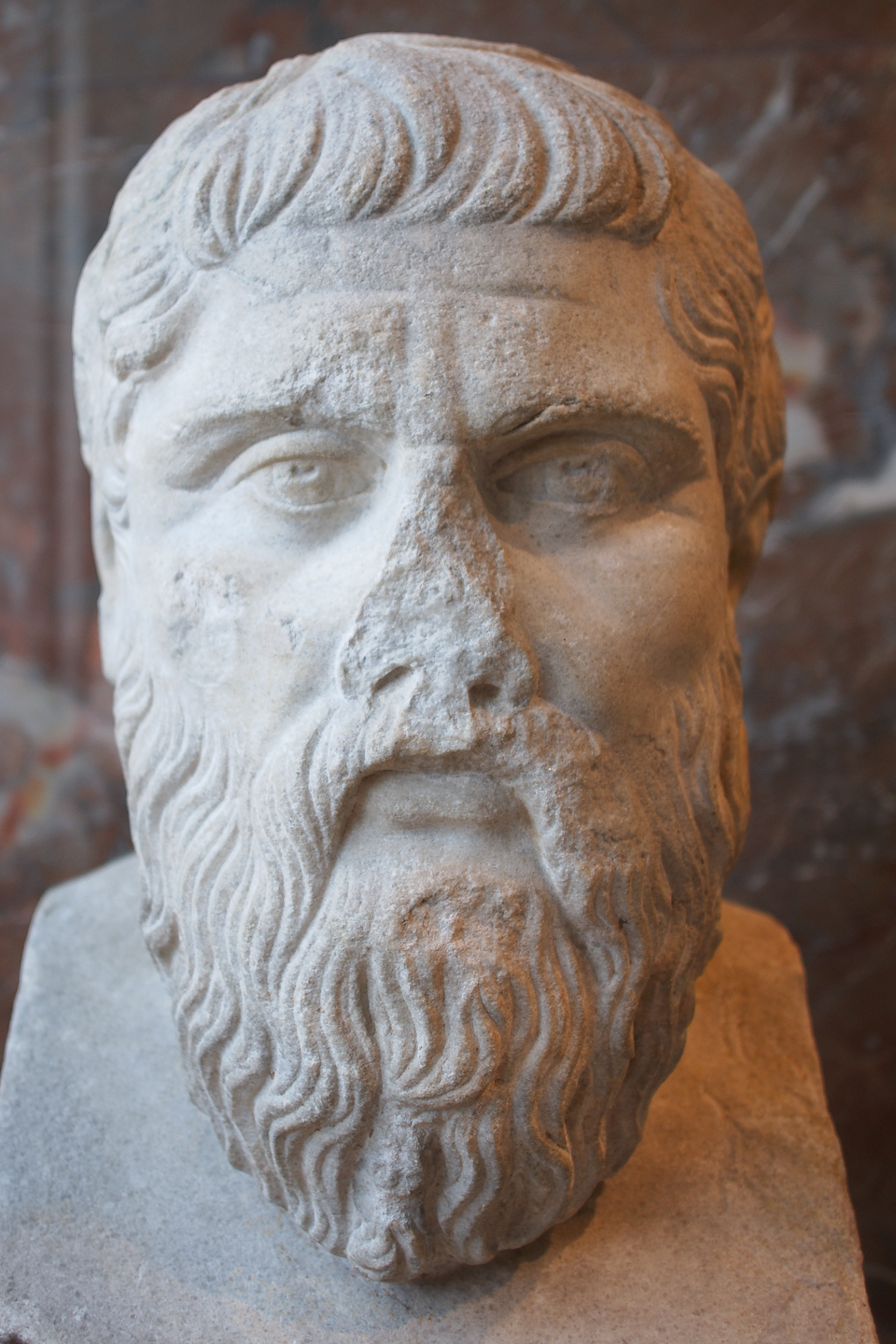
Busto de Platón en exposición en el Louvre.

Platón fue un filósofo de la Atenas clásica que estudió con Sócrates y finalmente se convirtió en uno de sus alumnos más famosos. Tras la ejecución de Sócrates, Platón abandonó Atenas enojado, rechazó la política como carrera y viajó a Italia y Sicilia. Regresó diez años más tarde para establecer su escuela, la Academia de Atenas (c. 387 a. C.), que lleva el nombre del héroe griego Academo. Platón percibía la educación como un método para producir ciudadanos que pudieran actuar como miembros de la comunidad cívica de Atenas. En cierto sentido, Platón creía que los atenienses podían obtener educación a través de las experiencias de ser miembro de una comunidad, pero también entendía la importancia de la formación deliberada, o educación superior, en el desarrollo del civismo. De ahí su razonamiento para fundar la academia, la que a menudo se considera la primera universidad.
Es en esta escuela donde Platón analizó gran parte de su programa educativo, que esbozó en su obra más conocida: la República. En sus escritos, Platón describe el riguroso proceso por el que uno debe pasar para alcanzar la verdadera virtud y comprender la realidad tal como es. La educación requerida para tal logro, según Platón, incluía una educación elemental en música, poesía y entrenamiento físico, dos o tres años de entrenamiento militar obligatorio, diez años de ciencias matemáticas, cinco años de entrenamiento dialéctico y quince años de prácticas en formación política. Los pocos individuos preparados para alcanzar tal nivel se convertirían en reyes filósofos, los líderes de la ciudad ideal de Platón.

##### Aristóteles (384-322 a.C.)

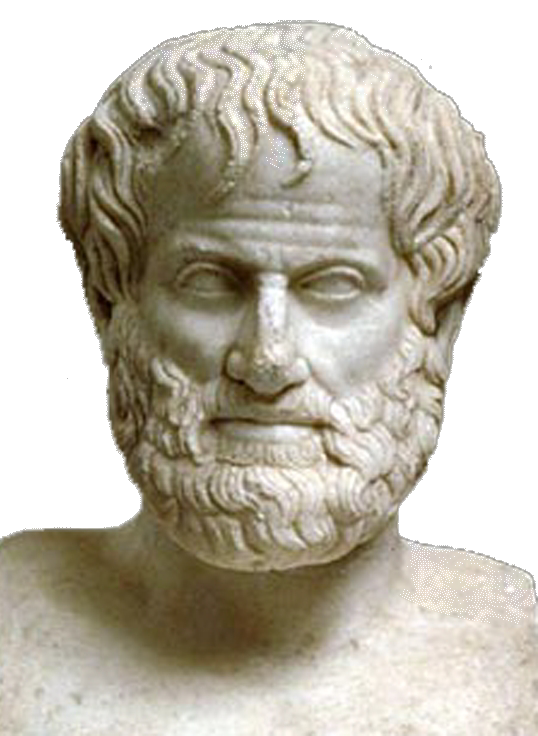
Busto de Aristóteles.

Aristóteles fue un filósofo griego clásico. Aunque nació en Estagira, Calcídica, Aristóteles ingresó en la Academia de Platón en Atenas durante su adolescencia y permaneció allí hasta los treinta y siete años, retirándose tras la muerte de Platón. Su salida de la academia también marcó su salida de Atenas. Aristóteles se fue para unirse a Hermias de Atarneo, un antiguo alumno de la academia, que se había convertido en gobernante de Atarneo y Aso en la costa noroeste de Anatolia (actual Turquía). Permaneció en Anatolia hasta que, en 342 a. C., recibió una invitación del rey Felipe de Macedonia para convertirse en educador de su hijo Alejandro, de trece años. Aristóteles aceptó la invitación y se trasladó a Pela para comenzar su trabajo con el niño que pronto sería conocido como Alejandro Magno. Cuando Aristóteles regresó a Atenas en 352 a. C., Alejandro ayudó a financiar la escuela de Aristóteles: el Liceo. Una parte importante del Liceo era la investigación. La escuela tenía un enfoque sistemático para la recopilación de información. Aristóteles creía que las relaciones dialécticas entre los estudiantes que realizaban investigaciones podían impedir la búsqueda de la verdad. Por lo tanto, gran parte del enfoque de la escuela se centró en la investigación realizada de forma empírica.

## Sistema espartano
La sociedad espartana deseaba que todos los ciudadanos varones se convirtieran en soldados exitosos con la resistencia y las habilidades para defender su polis como miembros de una falange espartana. Plutarco, un historiador griego, rumoreaba que Esparta mataba a niños débiles. Después del examen, el consejo dictaminaría si el niño era apto para vivir o lo rechazaría, condenándolo a muerte por abandono y exposición.

### Agoge
El dominio militar era de suma importancia para los espartanos de la antigua Grecia. En respuesta, los espartanos estructuraron su sistema educativo como una forma extrema de campo de entrenamiento militar, al que denominaron agoge. La búsqueda del conocimiento intelectual se consideraba trivial y, por tanto, el aprendizaje académico, como la lectura y la escritura, se mantuvo al mínimo. La vida de un niño espartano estaba dedicada casi por completo a su escuela, y esa escuela tenía un solo propósito: producir una falange espartana casi indestructible. La educación formal de un varón espartano comenzó aproximadamente a la edad de siete años, cuando el estado quitó al niño la custodia de sus padres y lo envió a vivir en un cuartel con muchos otros niños de su edad. Para todos los efectos, el cuartel era su nuevo hogar, y los demás hombres que vivían en el cuartel su familia. Durante los siguientes cinco años, hasta aproximadamente los doce años, los niños comían, dormían y entrenaban dentro de su cuartel y recibían instrucción de un ciudadano adulto que había completado todo su entrenamiento militar y experimentado la batalla.
El instructor hacia hincapié en la disciplina y el ejercicio y se aseguraba de que sus alumnos recibieran poca comida y ropa mínima en un esfuerzo por obligarlos a aprender a buscar comida, robar y soportar el hambre extrema, todas las cuales serían habilidades necesarias en el transcurso de una guerra. Los niños que sobrevivían a la primera etapa del entrenamiento entraban en una etapa secundaria en la que los castigos se volvían más duros y el entrenamiento físico y la participación en deportes se realizaban casi sin parar para desarrollar fuerza y resistencia. Durante esta etapa, que se prolongaba hasta que los varones tenían unos dieciocho años, se fomentaban las luchas dentro de la unidad, se realizaban simulacros de batallas, se elogiaban los actos de valentía y se castigaban severamente los signos de cobardía y desobediencia.
Durante los simulacros de batalla, los jóvenes formaban falanges para aprender a maniobrar como si fueran una entidad y no un grupo de individuos. Para ser más eficientes y efectivos durante las maniobras, los estudiantes también fueron entrenados en baile y música, porque esto mejoraría su capacidad para moverse con gracia como una unidad. Hacia el final de esta fase del agoge, se esperaba que los alumnos cazaran y mataran a un ilota, un esclavo griego. Si lo atrapaban, el estudiante sería condenado y disciplinado, no por cometer un asesinato, sino por su incapacidad para completarlo sin ser descubierto.

### Efebo
Los estudiantes se graduarían del agoge a la edad de dieciocho años y recibirían el título de efebos. Al convertirse en efebo, el varón juraría estricta y completa lealtad a Esparta y se uniría a una organización privada para continuar entrenando en la que competiría en gimnasia, caza y actuación con batallas planificadas utilizando armas reales. Después de dos años, a la edad de veinte años, este entrenamiento terminó y los hombres, ya adultos, fueron considerados oficialmente soldados espartanos.

### Educación de las mujeres espartanas
Las mujeres espartanas, a diferencia de sus homólogas atenienses, recibieron una educación formal supervisada y controlada por el Estado. Gran parte de la educación pública que recibieron las mujeres espartanas giró en torno a la educación física. Hasta los dieciocho años, aproximadamente, a las mujeres se les enseñaba a correr, luchar, lanzar un disco y también a lanzar jabalinas. Las habilidades de las jóvenes se pusieron a prueba regularmente en competencias como la carrera a pie anual en Hereos de Elis, Además de la educación física, las jóvenes también aprendieron a cantar, bailar y tocar instrumentos, a menudo por poetas viajeros como Alcmán o por las ancianas de la polis. El sistema educativo espartano para mujeres era muy estricto porque su propósito era entrenar a las futuras madres de soldados para mantener la fuerza de las falanges de Esparta, que eran esenciales para la defensa y la cultura espartanas.

## Otros educadores griegos

### Pitágoras (570-490 a.C.)

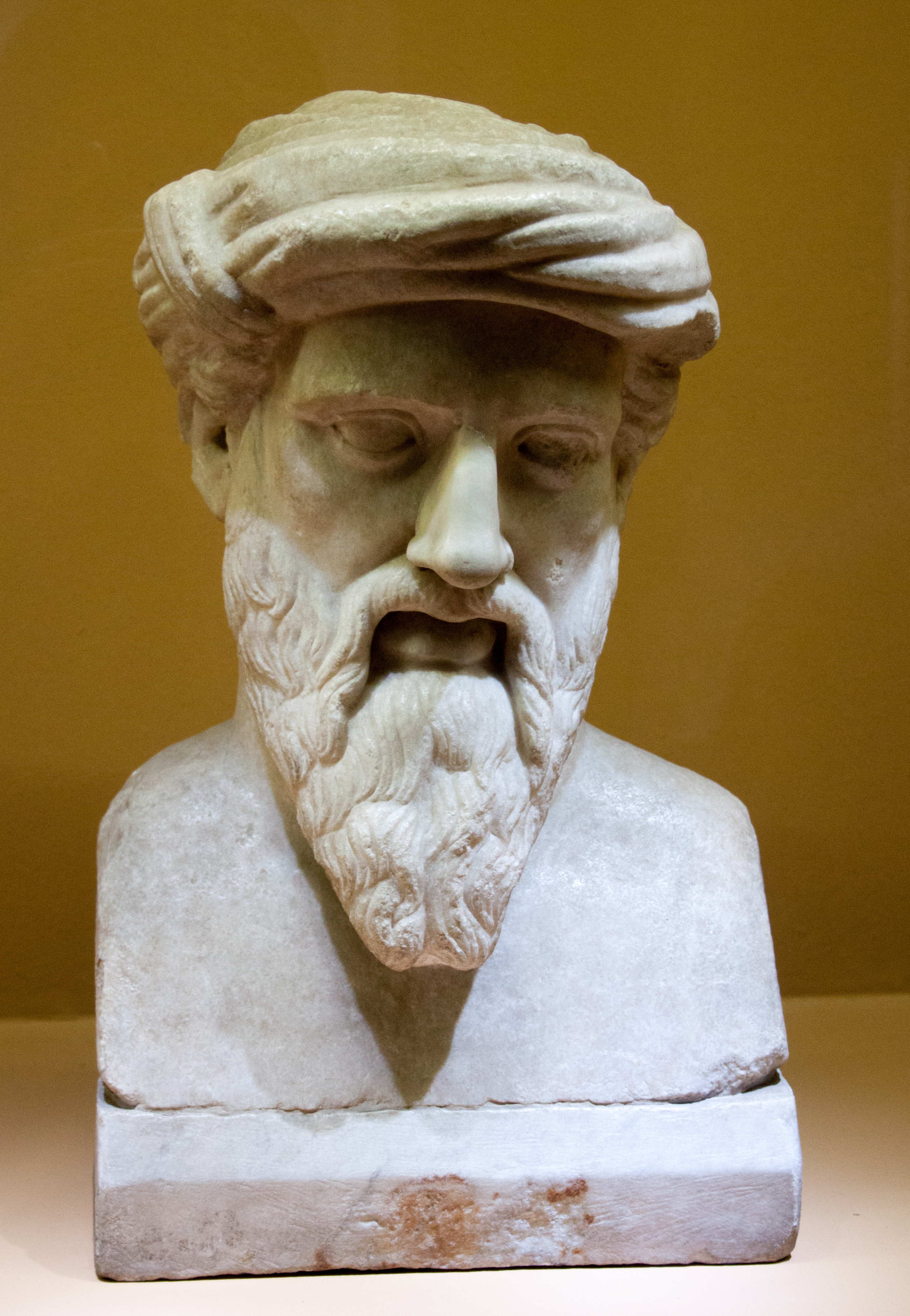
Busto de Pitágoras

Pitágoras fue uno de los muchos filósofos griegos. Vivió su vida en la isla de Samos y es conocido por sus contribuciones a las matemáticas. Pitágoras enseñó filosofía de la vida, religión y matemáticas en su propia escuela en Crotona, que era una colonia griega. La escuela de Pitágoras está vinculada al teorema de Pitágoras, que establece que el cuadrado de la hipotenusa (el lado opuesto al ángulo recto) es igual a la suma de los cuadrados de los otros dos lados. Los alumnos de Pitágoras eran conocidos como pitagóricos.

#### Pitagóricos
Los pitagóricos seguían una forma de vida muy específica. Eran famosos por su amistad, altruismo y honestidad. Los pitagóricos también creían en una vida posterior a la corriente que los impulsaba a ser personas que no tenían apego a las posesiones personales, todo era comunitario; también eran vegetarianos. Los miembros de una sociedad pitagórica era conocidos como mathematikoi (μαθηματικοί, "estudiantes" en griego).

#### Enseñanzas
Hay dos formas que enseñó Pitágoras, la exotérica y la esotérica. Exotérico era la enseñanza de ideas generalmente aceptadas. Estos cursos duraron tres años para mathematikoi. Lo esotérico eran enseñanzas de significado más profundo. Estas enseñanzas no tenían límite de tiempo. Estaban sujetos a cuándo Pitágoras pensaba que el estudiante estaba preparado. En Esotérico, los estudiantes aprenderían la filosofía de los significados internos. El enfoque de Pitágoras en sus enseñanzas exotéricas eran las enseñanzas éticas. Aquí enseñó la idea de la dependencia de los opuestos en el mundo; la dinámica detrás del equilibrio de los opuestos.
Junto con los logros más famosos, a los pitagóricos se les enseñaron diversas ideas matemáticas. Se les enseñó: el teorema de Pitágoras, los números irracionales, cinco polígonos regulares específicos y que la tierra era una esfera en el centro del universo. Mucha gente creía que las ideas matemáticas que aportaba Pitágoras permitían comprender la realidad. Si la realidad era vista como ordenada o si simplemente tenía una estructura geométrica. Aunque Pitágoras hizo muchas contribuciones a las matemáticas, su teoría más conocida es que las cosas en sí mismas son números. Pitágoras tiene un estilo de enseñanza único. Nunca se presentó cara a cara con sus alumnos en los cursos Exotéricos. Pitágoras crearía una corriente y miraría en la otra dirección para abordarlos. Los estudiantes al aprobar su educación se inician para ser discípulos. Pitágoras era mucho más íntimo con los iniciados y les hablaba en persona. La especialidad impartida por Pitágoras fueron sus enseñanzas teóricas. En la sociedad de Crotona, Pitágoras era conocido como el maestro de toda ciencia y fraternidad.

#### Reglas de la escuela
A diferencia de otros sistemas educativos de la época, a hombres y mujeres se les permitía ser pitagóricos. Los estudiantes pitagóricos tenían reglas a seguir como: abstenerse de comer frijoles, no recoger objetos caídos, no tocar las gallinas blancas, no podían atizar el fuego con hierro y no mirarse en un espejo que estuviera al lado de una luz.

#### Matemáticas y música.
Algunas de las aplicaciones de las matemáticas por parte de Pitágoras se pueden ver en su relación musical con las matemáticas. La idea de proporciones y razones. Los pitagóricos son conocidos por formular concordancias numéricas y armonía. Reunían sonidos pulsando una cuerda. El hecho de que el músico pretendía tocarlo en un punto matemáticamente expresable. Sin embargo, si se rompiera la proporción matemática entre los puntos de la cuerda, el sonido se volvería inestable.

#### Dicho de la escuela
La escuela pitagórica tenía un dicho que decía: Todo es número. Esto quiere decir que todo en el mundo tenía un número que los describía. Por ejemplo, el número 6 es el número que se relaciona con la creación, el número 5 es el número que se relaciona con el matrimonio, el número 4 es el número que se relaciona con la justicia, el número 3 es el número que se relaciona con la armonía, el número 2 es el número que se relaciona con la creación a la opinión, y el número 1 es el número que se relaciona con la razón.
La sociedad pitagórica era muy reservada, la sociedad educativa se basaba en la idea de vivir en paz y armonía, pero en secreto. Debido a que la educación y la sociedad son tan reservadas, no se sabe mucho sobre el pueblo pitagórico.